# 光悦流
光悦流（こうえつりゅう）は、和様書道の流派のひとつ。

## 概要
- 祖は寛永の三筆の一人である本阿弥光悦。
- 装飾性に富む独自の書体が特徴。